# Piotr Skóra z Gaju
Piotr Skóra z Gaju herbu Abdank (zm. w 1468) – starosta generalny Wielkopolski w latach 1455–1456, kasztelan kaliski w 1451 roku, sędzia kaliski w 1441 roku, podsędek poznański w 1432 roku, starosta Obornik w latach 1443–1456-(1468).